# HC Tábor
Le HC Tábor est un club de hockey sur glace de Tábor en République tchèque. Il évolue dans la 1. liga, le second échelon tchèque.

## Historique
Le club est créé en 1921.

## Palmarès
- Aucun titre.